# Pristolepis grootii
Pristolepis grootii är en fiskart som först beskrevs av Pieter Bleeker 1852.  Pristolepis grootii ingår i släktet Pristolepis och familjen Nandidae. Inga underarter finns listade i Catalogue of Life.